# 1478
سنة 1478 كانت سنة بسيطة تبدأ يوم الخميس (الرابط يظهر نموذج التقويم الكامل للسنة) من التقويم اليولياني.

## أحداث
- تأسيس مدينة لاس بالماس دي غران كناريا وتقع حاليا في إسبانيا.

## مواليد
- توماس مور

## وفيات
- بيدرو فيريس قس إسباني
- جورج بلانتيجينيه
- جوليانو دي ميديشي
- فرناندو الأول دوق براغانزا
- ميخائيل الرابع (بابا الإسكندرية)